# Уго Перес (аргентинський футболіст)
Уго Перес (ісп. Hugo Pérez, нар. 6 жовтня 1968, Авельянеда) — аргентинський футболіст, півзахисник.

## Клубна кар'єра
У дорослому футболі дебютував 1987 року виступами за команду клубу «Расинг» (Авельянеда), в якій провів чотири сезони, взявши участь у 84 матчах чемпіонату. Більшість часу, проведеного у складі «Расинга», був основним гравцем команди.
Протягом 1991–1992 років захищав кольори команди клубу «Феррокаріль Оесте».
Своєю грою за останню команду привернув увагу представників тренерського штабу клубу «Індепендьєнте» (Авельянеда), до складу якого приєднався 1992 року. Відіграв за команду з Авельянеди наступні два сезони своєї ігрової кар'єри. Граючи у складі «Індепендьєнте» також здебільшого виходив на поле в основному складі команди.
1994 року уклав контракт з іспанським клубом «Спортінг» (Хіхон), у складі якого провів наступні три роки своєї кар'єри гравця.
Завершив професійну ігрову кар'єру у клубі «Естудьянтес», за команду якого виступав протягом 1997–1998 років.

## Виступи за збірну
1994 року дебютував в офіційних матчах у складі національної збірної Аргентини. Протягом кар'єри у національній команді, яка тривала усього 2 роки, провів у формі головної команди країни 15 матчів, забивши 2 голи.
У складі збірної був учасником чемпіонату світу 1994 року у США, розіграшу Кубка Конфедерацій 1995 року в Саудівській Аравії, де разом з командою здобув «срібло», а також розіграшу Кубка Америки 1995 року в Уругваї.